# Belknap (Illinois)
Belknap – wieś w Stanach Zjednoczonych, w stanie Illinois, w hrabstwie Johnson.